# Rachel Heal
Pour les articles homonymes, voir Heal.
Rachel Heal, née le 1er avril 1973 à Bebington, est une coureuse cycliste et directrice sportive britannique. Durant sa carrière de coureuse, de 2001 à 2009, elle a notamment été médaillée de bronze de la course en ligne des Jeux du Commonwealth de 2002 et cinq fois deuxième du championnat de Grande-Bretagne sur route. Devenue directrice sportive en 2010, elle dirige l'équipe féminine UnitedHealthcare depuis 2014.

## Biographie
Rachel Heal vient au cyclisme en utilisant le vélo comme moyen de transport durant ses études universitaires. En 2001, elle quitte son emploi de product engineer à Cadbury pour devenir coureuse à temps plein au sein de l'équipe de la fédération britannique. En 2002, elle est médaillée de bronze de la course en ligne des Jeux du Commonwealth.
Elle devient professionnelle au sein de l'équipe belge Farm Frites-Hartol en 2004. Elle participe cette année-là aux Jeux olympiques d'Athènes, où elle est 22e de la course en ligne. En 2002 et 2007, elle est cinq fois deuxième du championnat de Grande-Bretagne sur route, à chaque fois derrière Nicole Cooke.
À l'issue de la saison 2009, passée dans l'équipe Colavita, Rachel Heal met fin à sa carrière de coureuse et devient directeur sportif l'année suivante au sein de la même équipe.
Après la dissolution de Colavita fin 2011, elle exerce ses fonctions chez Optum en 2012, puis chez UnitedHealthcare depuis 2014.

## Palmarès sur route
- 2002
  - 5e étape de Gracia Orlova
  - 2e du championnat de Grande-Bretagne sur route
  -  Médaillée de bronze de la course en ligne des Jeux du Commonwealth
  - 3e du championnat de Grande-Bretagne contre-la-montre
- 2003
  - 2e du championnat de Grande-Bretagne sur route
  - 3e du Tour de Drenthe
- 2004
  - 7e étape du Tour de l'Aude cycliste féminin
  - 1reb étape du Holland Ladies Tour (contre-la-montre par équipes)
  - 2e du championnat de Grande-Bretagne sur route
- 2005
  - 2e du championnat de Grande-Bretagne sur route
  - 2e du championnat de Grande-Bretagne contre-la-montre
- 2006
  - US 100 K Classic
  - Tri-Peaks Challenge
- 2007
  - 1re étape Tour of the Gila
  - 2e du championnat de Grande-Bretagne sur route
  - 2e du Tour of the Gila
- 2008
  - 4e étape du Tour of the Gila
  - 3e de la Sea Otter Classic

## Palmarès en cyclo-cross
- 2004
  - 3e du championnat de Grande-Bretagne de cyclo-cross